# Medellín y Madero 3.ª Sección
Medellín y Madero 3.ª Sección es una localidad del municipio de Centro ubicado en la subregión centro del estado mexicano de Tabasco.

## Geografía
La localidad de Medellín y Madero 3.ª Sección se sitúa en las coordenadas geográficas 18°05′49″N 92°50′46″O / 18.096944, -92.846111, a una elevación de 2 metros sobre el nivel del mar.

## Demografía
Según el Censo de Población y Vivienda 2020, efectuado por el Instituto Nacional de Estadística y Geografía, la localidad de Medellín y Madero 3.ª Sección tiene 909 habitantes, de los cuales 458 son del sexo masculino y 451 del sexo femenino. Su tasa de fecundidad es de 2.17 hijos por mujer y tiene 224 viviendas particulares habitadas.
| Gráfica de evolución demográfica de Medellín y Madero 3.ª Sección entre 1970 y 2020 |
|                                                                                     |
| INEGI.                                                                              |